# العبدين (صعدة)
العبدين هي إحدى قرى الجمهورية اليمنية. وهي تتبع جغرافيًا لمحافظة صعدة. وإداريًا لمديرية صعدة. يبلغ تعداد سكانها 1256 نسمة حسب الإحصاء الذي جرى عام 2004.